# Cortiçadas
Cortiçadas de Lavre is een plaats (freguesia) in de Portugese gemeente Montemor-o-Novo en telt 995 inwoners (2001).